# 大熊猫国家公园
大熊猫国家公园是一个以是大熊猫的栖息地和繁殖地区为主体，涵盖中国四川省中部与北部、陕西省南部和甘肃省南部广大地区的国家公园。该国家公园旨在加强大熊猫栖息地及廊道建设，连通原本相互隔离的栖息地，以实现隔离大熊猫种群之间的基因交流。2018年10月29日，大熊猫国家公园管理局在四川省成都市正式成立。 总面积27,134平方公里，公园范围内有84个不同类型的自然保护地，包括自然保护区、森林公园、风景名胜区、地质公园等。

## 历史
大熊猫国家公园是中国国家公园管理体制十个试点地之一。2013年11月的中共十八届三中全会上提出了国家公园管理体制理论，而后在2015年12月9日召开的中央深化改革领导小组会议上出台了《中国三江源国家公园体制试点方案》。随后在2016年3月5日地处青海省三江源保护区上建立起了中国第一个国家公园体制试点地。以此为起点，中国政府逐步推动开展了国家公园体制的试点。
大熊猫在1962年被中国纳入禁猎动物中，其保护区的建立可追溯至1963年。在1963年和1965年中国政府分别于在四川和陕西二省共成立了5个保护区，面积共计1,460平方（146,000.0公頃），之后政府又相继新建或扩大保护区面积，并颁布了野生动物和环境保护法。截止2010年中国在四川、陕和甘肃共建成了63个大熊猫保护区，面积达到34,402.92平方（3,440,292.0公頃）。因地理环境的复杂以及人类活动缘故，大熊猫保护区内栖息地分散和切割于秦岭、岷山、邛崃山、大相岭和大小凉山。在总体上除位于大小相岭和大小凉山的保护区比较完整外，其余保护区内部的栖息地也处于分割和破碎的状态。
筹建大熊猫国家公园的想法最早可以追溯至2003年。时任雅安副市长的孙前与中科院水利部成都山地灾害与环境研究所的专家在进行实地调研后，完成了一份建立大熊猫国家公园的报告，但这份构想在当时未受到重视。
2021年10月12日，大熊貓國家公園正式設立。

## 分布
大熊猫国家公园由四个片区组成：四川省境内的邛崃山-大相岭片区（10164平方公里，549只野生大熊猫）和岷山片区（10013平方公里，656只）、甘肃省内的白水江片区（2571平方公里，111只）以及陕西省内的秦岭片区（4386平方公里，298只）。总面积27134平方公里，其中大熊猫栖息地面积18150平方公里。